# Everybody's Gone to the Rapture
Everybody's Gone to the Rapture est un jeu vidéo d'exploration / Walking simulator en vue à la première personne développé par The Chinese Room et SCE Santa Monica Studio, et édité par Sony Computer Entertainment, sorti le 11 août 2015 sur PlayStation 4.

## Trame
Le joueur est invité à explorer une petite ville de la campagne anglaise dont tous les habitants ont mystérieusement disparu.

## Système de jeu
Le joueur doit se déplacer à travers six zones de jeu de type monde ouvert, correspondant chacune à un chapitre et à un personnage que l'on apprendra à connaître. Les seules actions possibles consistent à pouvoir ouvrir et refermer portes ou portails, ainsi qu'écouter des enregistrements audio en activant des radios ou combinés de téléphone.
Il est possible d'interagir avec des traînées de lumière réparties dans chaque zone du jeu, qui donnent vie aux échos de certains habitants et permettent de reconstituer les événements ayant mené à leur disparition.

## Développement
The Chinese Room s'associe à SIE Santa Monica Studio pour développer le jeu, une collaboration que Jessica Curry qualifie quelques mois après sa fin de « toxique ». Sans évoquer de détails afin de ne pas compromettre la réputation du studio, elle admet néanmoins que cet échange anxiogène l'a rendue irascible, paranoïaque et malheureuse, et que « le monde des affaires et la création artistiques ont toujours fait très mauvais ménage. »
Jessica Curry, la cofondatrice du studio et compositrice, souffre beaucoup lors du développement du jeu. Dans une publication du site officiel de The Chinese Room, elle explique que cette mauvaise passe s'explique notamment par son sentiment d'être déconsidérée. Dans les échanges commerciaux et médiatiques liés au jeu, Curry ressent ainsi qu'alors même qu'elle partage la tête du studio et sa direction artistique au même titre que son mari Dan Pinchbeck, ses interlocuteurs de travail la sous-estiment au motif qu'elle est une femme et qu'elle a de surcroît le statut « d'épouse de », dont les qualités seraient exagérées par un mari bienveillant. S'ajoute à ce manque de reconnaissance une maladie dégénérative qui suit l'artiste depuis des années et qui s'est montrée particulièrement lourde lors du développement du jeu, notamment lors d'une séance de mixage audio où Curry s'attendait à perdre la vie au studio.

## Musique
La bande originale du jeu a été composée par Jessica Curry. Elle est sortie le 7 août 2015 en CD et sur les plateformes de téléchargement et de streaming. Elle est éditée par Sony Classical, et se compose de 28 pistes.
| Bande originale d'Everybody's Gone to the Rapture | Bande originale d'Everybody's Gone to the Rapture | Bande originale d'Everybody's Gone to the Rapture | Bande originale d'Everybody's Gone to the Rapture | Bande originale d'Everybody's Gone to the Rapture | Bande originale d'Everybody's Gone to the Rapture | Bande originale d'Everybody's Gone to the Rapture | Bande originale d'Everybody's Gone to the Rapture | Bande originale d'Everybody's Gone to the Rapture | Bande originale d'Everybody's Gone to the Rapture |
| No                                                | Titre                                             | Durée                                             |                                                   |                                                   |                                                   |                                                   |                                                   |                                                   |                                                   |
| ------------------------------------------------- | ------------------------------------------------- | ------------------------------------------------- | ------------------------------------------------- | ------------------------------------------------- | ------------------------------------------------- | ------------------------------------------------- | ------------------------------------------------- | ------------------------------------------------- | ------------------------------------------------- |
| 1.                                                | All the Earth                                     | 1:44                                              |                                                   |                                                   |                                                   |                                                   |                                                   |                                                   |                                                   |
| 2.                                                | Finding the Pattern                               | 4:00                                              |                                                   |                                                   |                                                   |                                                   |                                                   |                                                   |                                                   |
| 3.                                                | Liquid Light                                      | 2:22                                              |                                                   |                                                   |                                                   |                                                   |                                                   |                                                   |                                                   |
| 4.                                                | The Sleep of Death                                | 2:01                                              |                                                   |                                                   |                                                   |                                                   |                                                   |                                                   |                                                   |
| 5.                                                | For Ever                                          | 1:25                                              |                                                   |                                                   |                                                   |                                                   |                                                   |                                                   |                                                   |
| 6.                                                | The Mourning Tree                                 | 1:39                                              |                                                   |                                                   |                                                   |                                                   |                                                   |                                                   |                                                   |
| 7.                                                | Disappearing                                      | 5:02                                              |                                                   |                                                   |                                                   |                                                   |                                                   |                                                   |                                                   |
| 8.                                                | All of My Birds                                   | 2:21                                              |                                                   |                                                   |                                                   |                                                   |                                                   |                                                   |                                                   |
| 9.                                                | A Choice                                          | 1:38                                              |                                                   |                                                   |                                                   |                                                   |                                                   |                                                   |                                                   |
| 10.                                               | The Seventh Whistler                              | 1:56                                              |                                                   |                                                   |                                                   |                                                   |                                                   |                                                   |                                                   |
| 11.                                               | An Early Harvest                                  | 5:15                                              |                                                   |                                                   |                                                   |                                                   |                                                   |                                                   |                                                   |
| 12.                                               | The Fragmenting                                   | 1:21                                              |                                                   |                                                   |                                                   |                                                   |                                                   |                                                   |                                                   |
| 13.                                               | A Beautiful Morning                               | 2:16                                              |                                                   |                                                   |                                                   |                                                   |                                                   |                                                   |                                                   |
| 14.                                               | Carry Me Back to Her Arms                         | 2:23                                              |                                                   |                                                   |                                                   |                                                   |                                                   |                                                   |                                                   |
| 15.                                               | A Storm Over Yaughton                             | 4:16                                              |                                                   |                                                   |                                                   |                                                   |                                                   |                                                   |                                                   |
| 16.                                               | Little White Lie                                  | 1:10                                              |                                                   |                                                   |                                                   |                                                   |                                                   |                                                   |                                                   |
| 17.                                               | Aurora                                            | 2:00                                              |                                                   |                                                   |                                                   |                                                   |                                                   |                                                   |                                                   |
| 18.                                               | Clouds and Starlight                              | 2:34                                              |                                                   |                                                   |                                                   |                                                   |                                                   |                                                   |                                                   |
| 19.                                               | The Pattern Calls Out                             | 3:12                                              |                                                   |                                                   |                                                   |                                                   |                                                   |                                                   |                                                   |
| 20.                                               | The Manifestation                                 | 3:06                                              |                                                   |                                                   |                                                   |                                                   |                                                   |                                                   |                                                   |
| 21.                                               | These Silent Numbers                              | 1:32                                              |                                                   |                                                   |                                                   |                                                   |                                                   |                                                   |                                                   |
| 22.                                               | Primary Conduit                                   | 1:51                                              |                                                   |                                                   |                                                   |                                                   |                                                   |                                                   |                                                   |
| 23.                                               | I Hope You Find Peace                             | 2:07                                              |                                                   |                                                   |                                                   |                                                   |                                                   |                                                   |                                                   |
| 24.                                               | Slipping Away                                     | 1:58                                              |                                                   |                                                   |                                                   |                                                   |                                                   |                                                   |                                                   |
| 25.                                               | Infinite Zero                                     | 1:24                                              |                                                   |                                                   |                                                   |                                                   |                                                   |                                                   |                                                   |
| 26.                                               | The End of All Things                             | 1:57                                              |                                                   |                                                   |                                                   |                                                   |                                                   |                                                   |                                                   |
| 27.                                               | I am not Afraid                                   | 1:16                                              |                                                   |                                                   |                                                   |                                                   |                                                   |                                                   |                                                   |
| 28.                                               | The Light We Cast                                 | 3:10                                              |                                                   |                                                   |                                                   |                                                   |                                                   |                                                   |                                                   |
| Durée totale : 66:56                              |                                                   |                                                   |                                                   |                                                   |                                                   |                                                   |                                                   |                                                   |                                                   |